# Palheiro

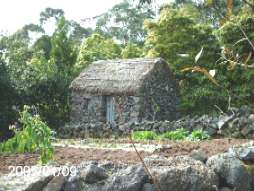
Exemplo de um palheiro típico dos Açores

Um palheiro é uma construção de pedra bastante rústica de variada dimensão com teto de colmo, palha e em alguns casos telha. Antigamente era utilizado para guardar animais, produtos das culturas da terra como a batata e também os utensílios agrícolas. Em casos de maior pobreza chegou a ser utilizada como moradia em diferentes locais da Europa. Em Portugal, em especial nas ilhas atlânticas da Madeira e dos Açores, os palheiros foram muito utilizados pela população rural tanto como armazém e/ou como abrigo para o gado, mas também como moradia por parte da população mais pobre. 
Quando o palheiro era de um agricultor mais abastado muitas vezes a cobertura de colmo era substituída por telha.
Na Madeira os palheiros variam  de aspeto consoante a localidade, imitando a arquitetura das casas mais antigas. Em Santana e São Jorge (Concelho de Santana) os palheiros têm dois andares e apresentam uma forma triangular. 
De base quadrangular, o andar inferior que é destinado a guardar os animais, é construído em pedra e localiza-se geralmente abaixo do nível do solo. Já o andar superior é feito em madeira e apresenta uma forma piramidal tal como à semelhança das casas típicas de Santana. A parte superior do palheiro destinava-se ao armazenamento de produtos agrícolas, nomeadamente a batata, batata doce e o inhame.